# Dom von Pesaro

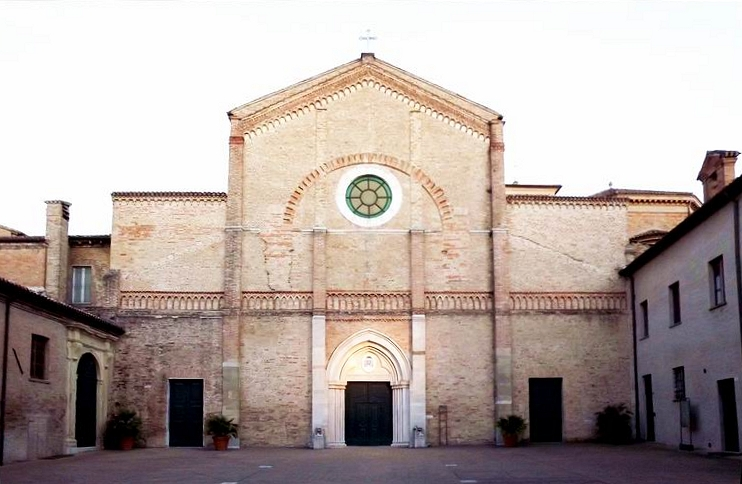
Dom von Pesaro

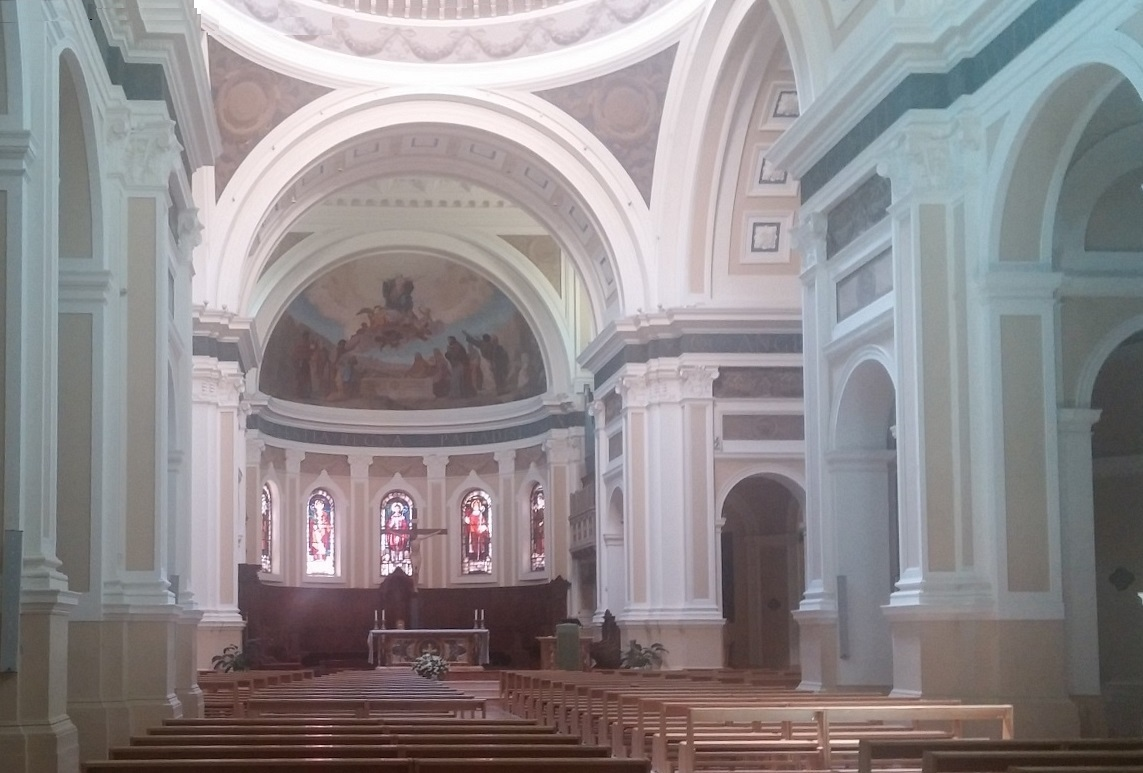
Innenraum

Der Dom von Pesaro oder die Kathedralbasilika Maria Himmelfahrt (italienisch Basilica Cattedrale di S. Maria Assunta) ist die Kathedrale der Stadt Pesaro und des gleichnamigen Erzbistums in der italienischen Region Marken. Die zuletzt Anfang des 20. Jahrhunderts umgebaute Kirche mit dem 1633 angenommenen Patrozinium Mariä Aufnahme in den Himmel trägt ab immemorabili den Titel einer Basilica minor.

## Geschichte
Die Baugeschichte der Kathedrale ist nur abschnittsweise bekannt. Sie steht am Ort zweier frühchristlicher Basiliken aus dem 4.–5. und dem 6. Jahrhundert. Erstere wurde im Gotenkrieg zerstört. Von diesen Kirchen wurden bei Ausgrabungen im 17. Jahrhundert bedeutende, großflächige Bodenmosaike gefunden, die heute teilweise durch Bodenfenster der Kathedrale sichtbar sind. Das spätere gilt mit etwa 900 Quadratmetern als eines der schönsten und größten Mosaike Italiens.
Nach Umbettung der Gebeine des heiligen Terenzio († 247) Anfang des 7. Jahrhunderts wurde die Kirche zur Kathedrale. Terenzio war erster Bischof Pesaros, Märtyrer und ist Schutzpatron der Stadt. Seine Reliquien befinden sich nun in einer 1909 geweihten Kapelle.
Unter Beibehaltung des Grundrisses einer romanischen Basilika wurde 1282–1312 die heutige Ziegelstein-Fassade im ebenfalls romanischen Stil geschaffen. Das Portal entstammt der Gotik. Das dreischiffige Innere ist Ergebnis von umfassenden Umbauten der Architekten Giambattista Carducci aus Fermo und des Bolognesers Luigi Gulli zwischen 1866 und 1903 im klassizistischen Stil. Der Grundriss folgt dem der frühchristlichen Basilika auf einem lateinischen Kreuz, mit drei Schiffen, die durch zwei Reihen von neun Ziegelpfeilern geteilt sind, welche die Kassettendecke mit einer großen Vierungskuppel tragen. Letzte Änderungen wurden im Dezember 2005 fertiggestellt.